# Manolis Glezos

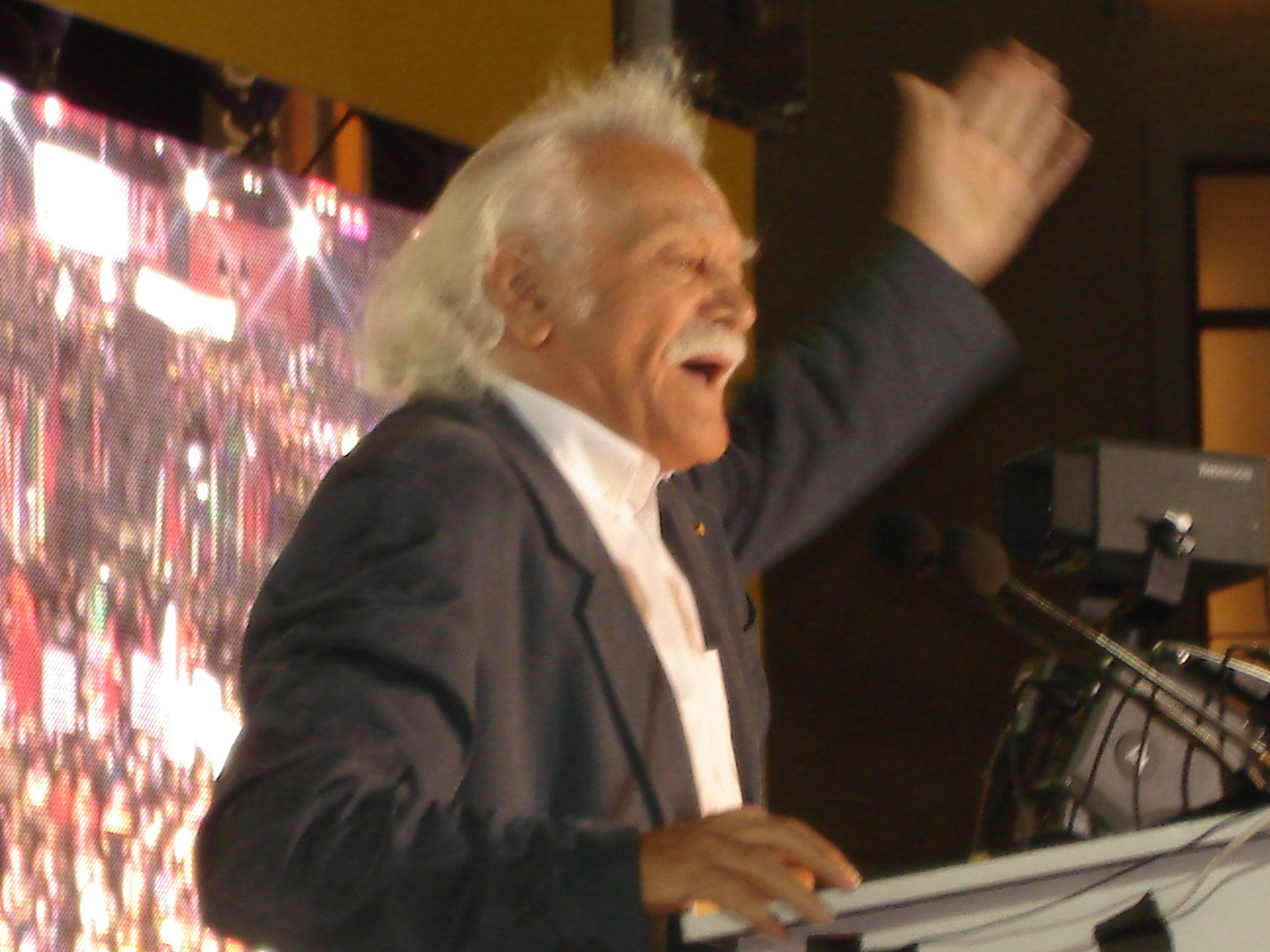
Manolis Glezos en un discurs de la coalició Synaspismós Syriza el 2007.

Manolis Glezos (grec: Γλέζος Μανώλης), (Apiranthos, Naxos, 9 de setembre de 1922- 30 de març de 2020) va ser un polític, periodista i escriptor d'esquerra grec, famós per la seva participació a la Resistència grega durant la Segona Guerra Mundial. Va ser diputat per Syriza al Parlament Europeu.

## Biografia

### Període 1922-1948
Va néixer el 9 de setembre de 1922 al llogaret d'Apiranthos (o Aperathu), a l'illa de Naxos. El 1935 es va traslladar a Atenes juntament amb la seva família i va acabar allí l'escola secundària. Durant els seus anys d'escola secundària a Atenes també va treballar com a empleat de farmàcia. Va ser admès a l'Escola Superior d'Estudis Econòmics i Comercials (avui dia la Facultat d'Economia i Empresa de la Universitat d'Atenes) el 1940.
El 1939, sent encara estudiant de secundària, va participar en la creació d'un grup juvenil antifeixista contra l'ocupació italiana del Dodecanès i contra la dictadura de Ioannis Metaxàs. A l'inici de la Segona Guerra Mundial va intentar unir-se a l'exèrcit grec per lluitar al front albanès contra Itàlia, però va ser rebutjat perquè era menor d'edat. En el seu lloc, va treballar com a voluntari en el Ministeri d'Economia. Durant l'ocupació alemanya de Grècia, va treballar per a la Creu Roja de la República Hel·lènica a Atenes, alhora que participava activament en la resistència.

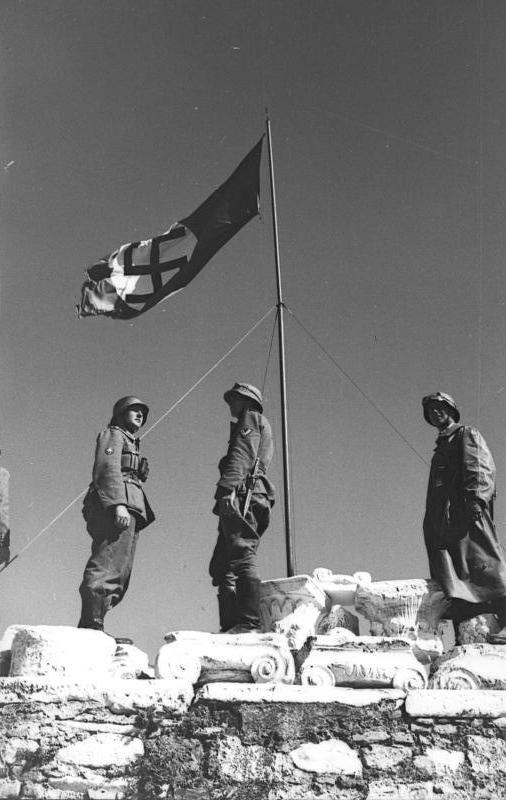
La bandera nazi a l'Acròpoli d'Atenes

El 30 de maig de 1941, ell i Apóstolos Sandas van pujar a l'Acròpoli d'Atenes i van derrocar la bandera amb la creu gamada, que s'havia col·locat allí el 27 d'abril de 1941, en entrar les forces nazis a Atenes. Va ser el primer acte de resistència que va tenir lloc a Grècia, i probablement un dels primers a Europa. El gest es va fer famós i va servir de font d'inspiració a molts altres posteriorment. Encara que va aconseguir fugir, el règim nazi va respondre sentenciant a mort in absentia a Glezos i a Sandas. Finalment Glezos va ser arrestat per les forces d'ocupació alemanyes el 24 de març de 1942, i sotmès a tortures abans d'aconseguir fugir. A la presó va contreure una greu tuberculosi. Va ser novament detingut el 21 d'abril de 1943 per les forces d'ocupació italianes i va passar tres mesos més a la presó. El 7 de febrer de 1944 va ser arrestat de nou, aquesta vegada per grecs col·laboradors dels nazis. Va passar set mesos i mig a la presó, fins que finalment es va escapar el 21 de setembre del mateix any.

### Període 1948-1975
La fi de la Segona Guerra Mundial no va ser el final de les complicacions per Glezos. El 3 de març de 1948, enmig de la guerra civil grega, va ser sotmès a judici per les seves conviccions polítiques i condemnat a mort diverses vegades pel govern d'extrema dreta. No obstant això, les seves sentències de mort mai van ser executades, gràcies a la protesta pública internacional. La seva pena de mort es va reduir a una condemna a cadena perpètua el 1950. Malgrat estar empresonat, Glezos va ser escollit membre del Parlament Hel·lènic el 1951, pel partit de l'Esquerra Democràtica Unida (EDA). Després de la seva elecció, va mantenir una vaga de fam per a exigir l'alliberament dels seus companys diputats de l'EDA que havien estat empresonats o exiliats de les illes gregues. Va acabar la vaga de fam amb l'alliberament de 7 diputats de l'exili. Va ser alliberat de la presó el 16 de juliol de 1954. El 5 de desembre de 1958 va ser arrestat i condemnat per espionatge, que era un pretext comú per a la persecució de polítics d'esquerra durant la Guerra Freda. La seva posada en llibertat el 15 de desembre de 1962 va ser resultat de la protesta i la pressió pública a Grècia i a l'estranger, inclòs el fet de guanyar el Premi Lenin de la Pau entre els pobles. Durant el seu segon període de privació de llibertat política de la postguerra, va ser reelegit diputat amb l'EDA el 1961. El dia del cop d'estat dels coronels, el 21 d'abril de 1967, Glezos va ser detingut a les 2 de la matinada, juntament amb la resta dels dirigents polítics. Durant el règim dels coronels, la dictadura militar encapçalada per Georgios Papadópulos, va patir encara quatre anys de presó i l'exili fins al seu alliberament el 1971.
El resultat de la persecució de Glezos, des de la Segona Guerra Mundial i la guerra civil grega fins al règim dels coronels, és d'11 anys i 4 mesos de presó, i 4 anys i 6 mesos d'exili. Ha estat condemnat un total de 28 vegades per la seva activitat política i de resistència, de les quals tres vegades a mort. Es van fer nou intents d'assassinat contra ell. Després de la restauració de la democràcia a Grècia el 1974, va participar en la reactivació de l'EDA.

### 1975-2007
En les eleccions de 1981 i 1985, va ser triat membre del Parlament Hel·lènic, en les llistes del Moviment Socialista Panhel·lènic (PASOK). El 1984 va ser triat membre del Parlament Europeu, de nou en una candidatura del PASOK. Va ser president de l'EDA des de 1985 fins a 1989. Mentrestant, el 1986, es va retirar del Parlament, amb l'objecte de tractar d'engegar un experiment de democràcia de base en la seva localitat natal d'Apiranthos, de que el seu consell local va ser triat President en les eleccions de 1986. Essencialment va abolir les competències exclusives de l'Ajuntament mitjançant l'aprovació d'una 'Constitució' local i la creació d'un sistema participatiu en el qual l'assemblea de ciutadans tenia el control total sobre l'administració de la comunitat. El model va funcionar durant diversos anys, però amb el temps, l'interès de la resta dels habitants va anar descendint i es va acabar per rebutjar l'experiència. Glezos va seguir sent alcalde fins al 1989. El 2000 va liderar la llista de Sinaspismós (Coalició, en català) la representació de l'esquerra radical en les eleccions legislatives gregues. El 2002, va formar el grup polític Ciutadans Actius (que és part de la Coalició de l'Esquerra Radical, una aliança amb Sinaspismós i d'altres partits minoritaris de l'esquerra grega) i es va presentar com a candidat a prefecte de l'Àtica. A les eleccions de setembre de 2007 es va presentar a diputat per Calamata dins de la coalició Sinaspismós.

### Des de 2007
Durant els incendis del Peloponès el 2007, Glezos va col·laborar activament en l'extinció del foc.
El 9 de març de 2010, quan Glezos a l'edat de 88 anys participava en una manifestació de protesta a Atenes contra les retallades salarials, alguns agents de Policia li van llançar gasos lacrimògens des de ben a prop directament a la cara i va haver de ser hospitalitzat. El febrer de 2012, al costat del compositor Mikis Theodorakis, va encapçalar les manifestacions a Atenes contra les mesures d'ajust incloses en el segon pla d'ajust imposat a Grècia. El 2014 es va presentar a les eleccions al Parlament Europeu per la coalició d'esquerres Syriza, sent triat eurodiputat. El juliol de 2015 va renunciar al seu càrrec i va ser reemplaçat per Nikolaos Chountis.

## Reconeixements i premis
Manolis Glezos escriví regularment articles a la premsa grega des de 1942 i ha estat l'editor dels periòdics "Rizospastis" i "Avgi" a la dècada dels cinquanta. Ha estat guardonat amb el Premi Internacional de Periodisme el 1958, la Medalla d'Or Joliot-Curie del Consell de Pau Mundial el 1959, i el Premi Lenin de la Pau el 1963.
A l'Acròpoli d'Atenes es va erigir el 1982 una placa de bronze recordant la seva gesta. El text diu:
| « | ΤΗ ΝΥΧΤΑ ΤΗΣ 30ης ΜΑΙΟΥ 1941 ΚΑΤΕΒΑΣΑΝ ΟΙ ΠΑΤΡΙΩΤΕΣ ΜΑΝΩΛΗΣ ΓΛΕΖΟΣ ΚΑΙ ΑΠΟΣΤΟΛΟΣ ΣΑΝΤΑΣ ΤΗ ΣΗΜΑΙΑ ΤΩΝ ΝΑZΙ ΚΑΤΑΚΤΗΤΩΝ ΑΠΟ ΤΟ ΙΕΡΟ ΒΡΑΧΟ ΤΗΣ ΑΚΡΟΠΟΛΙΣ. ΕΝΤΟΙΧΙΣΤΗΚΕ ΑΠΟ ΤΗ "ΕΝΩΜΕΝΗ ΕΘΝΙΚΗ ΑΝΤΙΣΤΑΣΗ 1941 - 1944" ΤΟ 1982.. "La nit del 30 de maig de 1941 els patriotes Manolis Glezos i Apóstolos Sandas van arrencar la bandera dels ocupants nazis de la roca sagrada de l'Acròpoli. Col·locada per la "Resistència Nacional Unida 1941 - 1944" el 1982. | » |

A part del seu treball polític, Glezos va inventar un sistema per evitar les inundacions, combatre l'erosió i preservar aqüífers subterranis que funciona mitjançant la construcció d'una sèrie de petites preses per redirigir l'aigua als aqüífers.
Ha estat nomenat Doctor Honoris causa per la Universitat de Patres (Departament de Geologia) el 1996, la Universitat Aristotèlica de Tessalònica (Departament d'Enginyeria Civil) en 2001, la Universitat Tècnica Nacional d'Atenes (Escola de Mines i Enginyeria Metal·lúrgica) en 2003, i la Universitat Nacional i Capodistria d'Atenes (Facultat de Filosofia) en 2008.

## Obres
També ha publicat sis llibres en grec: 
- La història del llibre («Η ιστορία του βιβλίου», 1974).
- De la dictadura a la democràcia («Από τη Δικτατορία στη Δημοκρατία», 1974).
- El fenomen de l'alienació en la llengua («Το φαινόμενο της αλλοτρίωσης στη γλώσσα», 1977).
- La consciència de la terra rocosa, («Η συνείδηση της πετραίας γης», 1997).
- Hydor, Aura, Nero, («Ύδωρ, Αύρα, Νερό», 2001).
- Resistència Nacional 1940-1945, («Εθνική Αντίσταση 1940-1945», 2006).